# 브루실로프 공세
브루실로프 공세(러시아어: Брусиловский прорыв) 또는 6월 공세는 제1차 세계 대전 당시 러시아 제국이 이룬 가장 큰 업적 중 하나이자 동시에 사상자가 가장 많이 발생한 공세 중 하나로, 1916년 6월부터 1916년 9월까지 이어졌다. 역사학자 그레이던 턴스탈에 따르면, 브루실로프 공세는 제1차 세계 대전 때 오스트리아-헝가리가 가장 큰 위기에 빠진 순간이자 협상국이 가장 큰 승리를 거둔 전투였지만, 사상자가 너무 많이 발생한 것이 단점이었다. 브루실로프 공세 이후 러시아 제국은 공세를 가할 병력이 없어지게 되었으며, 이로 인해 다음 해인 1917년 러시아 제국은 붕괴하였다.
브루실로프 공세는 동부 전선에 있었던 동맹국 군대에 대한 러시아 제국의 주요 공세로, 1916년 6월 4일 시작되어 9월까지 이어졌다. 작전의 주요 지역은 갈리치아 동부, 그 중에서도 르비우와 볼린이었다. 작전명은 남서 전선군 사령관이었던 알렉세이 브루실로프의 이름에서 유래했다.
제1차 세계 대전 당시 가장 규모가 크고 가장 많은 사상자가 발생했던 브루실로프 공세의 영향은 상상 이상이었다. 이 공세로 베르됭 전투에서 프랑스군에 대한 독일의 압력이 완화되었고, 이탈리아 전선에서 오스트리아-헝가리의 압력을 완화시키는데 도움을 주었다. 오스트리아-헝가리 제국 육군은 큰 손실을 입었고, 이 공세의 결과로 루마니아 왕국이 마침내 협상국의 편으로 제1차 세계 대전에 참전하게 되었다. 러시아 제국 측의 막심한 물적, 인적 손실은 1917년 러시아 혁명이 일어나는 주요 원인 중 하나가 되었다.

## 경과
6월 4일 단시간의 기습적인 준비포격 후 브루실로프의 보병이 일제공격을 시작하였을 때 오스트리아군의 방어선은 무너지기 시작하였다. 브루실로프군의 우익 제8군은 오스트리아 제4군과 제2군의 간격을 돌파하여 6월 10일에 루츠크를 점령하고 80km의 돌파구를 이루었으며, 좌익의 제9군은 체르노빗츠 북방을 공격하여 프루드 강에 도달하였다. 오스트리아군은 제4군과 제7군이 격파당하고 중앙의 제2군과 남부군만이 렘베르크 전방의 방어진을 확보하고 있었다.
6월말에 이르러 브루실로프군은 우익에서 교통중심지 코벨과, 좌익에서 카르파티아 통로를 위협하고, 동맹군에게 70만 이상의 손실을 주었다. 러시아군이 1915년에 결정적으로 패퇴되었으리라 믿고 베르됭 전투에 주력하고 있었던 독일군에게는 이 사건은 예상 밖의 일이었다.
그러나 힌덴부르크와 루덴도르프 장군은 용기와 자신을 가지고 모든 가용병력을 집결시키고 서부전선으로부터 4개 사단, 트렌티노 방면으로부터 오스트리아군 2개 사단을 증원받고, 오스트리아군의 지휘권을 장악하여 돌파된 전선의 봉쇄에 전념하였다. 그러나 기동력이 부족한 러시아군은 우수한 철도망을 이용하여 급속도로 증원되어 가는 오스트리아와 독일군을 감당할 수 없었다.
동맹군은 서부전선에서 15개 사단, 이탈리아전선에서 8개 사단, 그리고 국내와 북부에서 차출된 병력으로 전선을 보강하였으나 러시아군은 13개 사단밖에 증강하지 못하였다. 이리하여 9월말까지 전투가 계속되었으나 브루실로프 공세는 무기력해져 전선은 다시 소강상태에 들어갔다.
그동안 러시아군은 350,000명 이상의 포로와 많은 물자, 그리고 광대한 영토를 획득하였지만 러시아군 자체의 손실이 1,000,000명을 넘어 그 전투력은 약화되었고, 사기가 저하되었다.
한편 브루실로프 공세로 인해 오스트리아는 이탈리아 왕국에 대한 공격을 중지하지 않을 수 없었고, 막대한 병력을 잃어 독일의 지원 없이는 이 이상의 작전을 수행할 수 없게 되었다. 그리고 독일도 베르됭 지역에서 15개 사단을 전용함으로써 서부전선에서 오히려 수세로 몰리게 되었다.

## 같이 보기
- 니벨 공세